# Batata fliou
Le batata fliou est un ragoût de pommes de terre à la menthe pouliot. C'est un plat traditionnel algérien, originaire de la région de Blida, située dans la plaine de la Mitidja, zone marécageuse où pousse cette plante. Le mot batata est l'équivalent du mot « patate » en arabe.

## Description
C'est l'un des plats algériens les plus simples car il ne contient pas de viande. Il se prépare avec la dersa, sans cumin, et est servi avec un œuf rajouté en fin de cuisson et la menthe pouliot. C'est cette plante qui lui confère son goût subtil et léger.